# Jurij Szyszkin
Jurij Nikołajewicz Szyszkin (ros. Юрий Николаевич Шишкин; ur. 9 stycznia 1963 w Woroneżu) – rosyjski piłkarz, grający na pozycji bramkarza, trener piłkarski.

## Kariera piłkarska

### Kariera klubowa
Do 1975 był bramkarzem drużyny piłki ręcznej. W trakcie dziecięcego turnieju piłki nożnej "Skórzana piłka" zastąpił kontuzjowanego bramkarza drużyny z Woroneża. W konsekwencji trafił do Szkoły Piłkarskiej Fakiełu Woroneż. Jako junior występował w drużynie rezerwowej Fakiełu. Karierę seniorską rozpoczął w 1981 w CSKA Moskwa, w którym występował przez 11 sezonów. W 1991 wyjechał do Brazylii, gdzie bronił barw klubu Rio Branco Americana. Z powodu kontuzji był zmuszony powrócić do Rosji. W 1992 ponownie został piłkarzem CSKA, ale nie zagrał żadnego meczu. W 1993 trener Aleksandr Awierjanow sprowadził go do Okieanu Nachodka. Przez pół sezonu bronił barw KAMAZ Nabierieżnyje Czełny, a następnie przeszedł do koreańskiego Chunnam Dragons. W 1996 trener Awierjanow sprowadził go do Krylji Sowietow Samara, po czym powrócił od Fakieła. W 2000 po występach w Spartak-Czukotka Moskwa postanowił zakończyć karierę piłkarską. Ale dwa lata później już jako trener powrócił na boisko w łotewskim FK Ventspils. Potem przez dwa lata występował jeszcze w Krylji Sowietow Samara.

## Kariera trenerska
W 2000 przeszedł do FK Ventspils objąć funkcję trenera bramkarzy. W 2002 został zatrudniony przez Aleksandra Tarchanowa w Krylji Sowietow na stanowisku trenera bramkarzy. Od 2007 trenuje bramkarzy w Saturnie Ramienskoje.

## Sukcesy i odznaczenia

### Sukcesy klubowe
- wicemistrz ZSRR: 1990
- wicemistrz Łotwy: 2002

### Sukcesy indywidualne
- najlepszy bramkarz Rosji (według Sport-Ekspres): 1993
- pierwszy rosyjski bramkarz, który występował w lidze brazylijskiej: 1991
- członek Klubu 30 meczów na "0"